# New Zealand Knights
Der Fußballclub New Zealand Knights FC aus Auckland in Neuseeland war die erste Fußball-Profimannschaft in Neuseeland.

## Geschichte
Sie spielte in den Saisons 2005/06 und 2006/07 in der 2005 neu geschaffenen Hyundai A-League, der australischen Profiliga. In beiden Saisons belegten sie den achten und letzten Platz in der Tabelle, in der ewigen Tabelle der A-League liegen sie mit nur 25 Punkten aus 42 Spielen ebenfalls auf dem letzten Platz. Insgesamt gelangen in beiden Saisons zusammen nur sechs Siege.
Schwache sportliche Leistungen, ein geringer Zuschauerzuspruch und finanzielle Probleme führten schließlich im Dezember 2006 zum Lizenzentzug durch den australischen Verband. Der neuseeländische Verband übernahm die Mannschaft kommissarisch bis zum Saisonende, anschließend wurden die New Zealand Knights aufgelöst. Nach langen Verhandlungen konnte der neuseeländische Platz in der A-League gehalten werden, als neuer Vertreter Neuseelands wurde Wellington Phoenix aus Wellington aufgenommen.

## Stadion

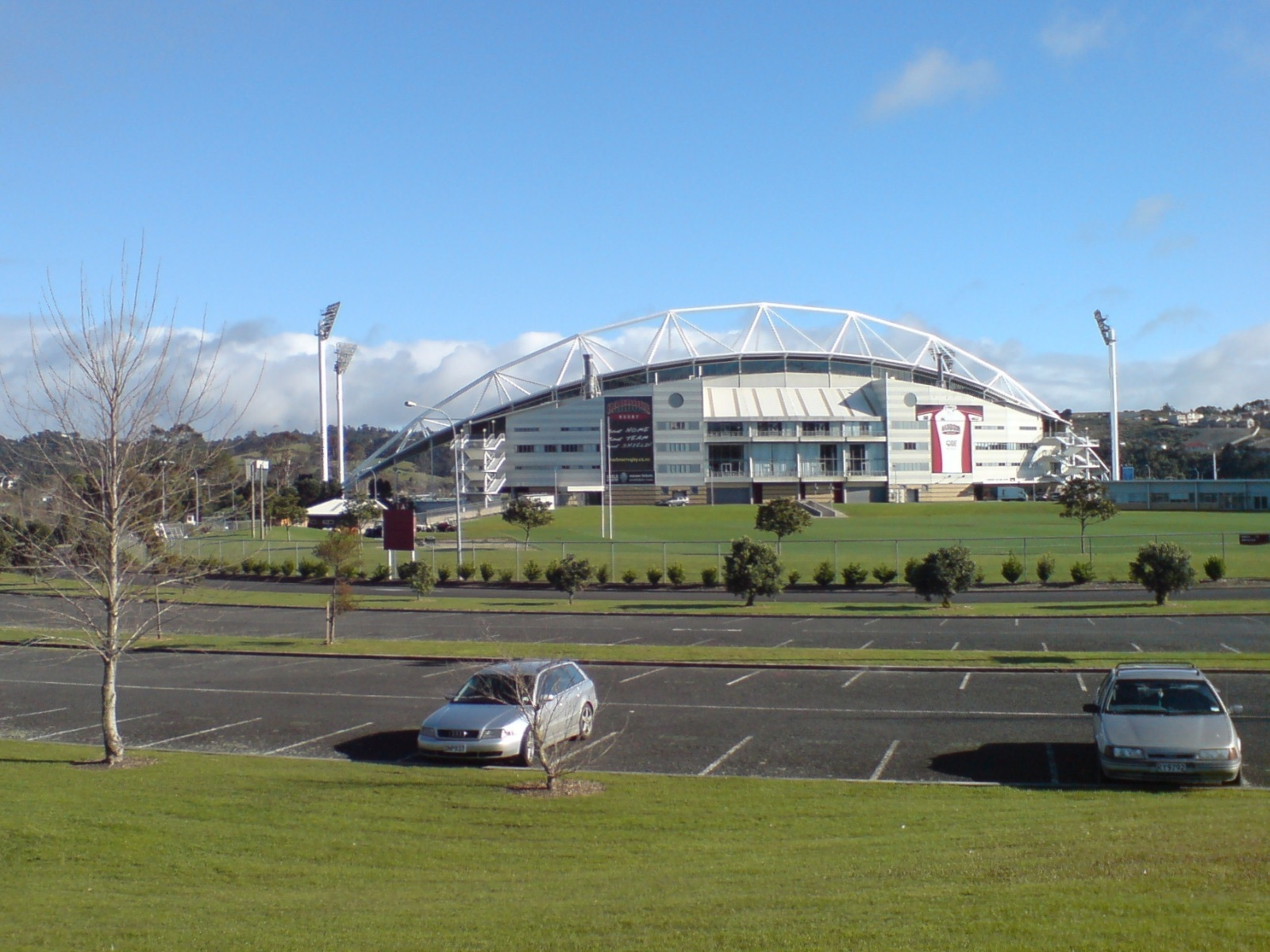
North Harbour Stadium, Spielstätte des Vereins

Die Knights trugen ihre Spiele im 25.000 Zuschauer fassenden North Harbour Stadium in North Shore bei Auckland aus.

## Trainer
| Name           | Nat        | von           | bis           | Bilanz | Bilanz | Bilanz | Bilanz | Bilanz | Bilanz | Bilanz | Bilanz |
| Name           | Nat        | von           | bis           | P      | S      | U      | N      | T      | GT     | TD     | Pkt    |
| -------------- | ---------- | ------------- | ------------- | ------ | ------ | ------ | ------ | ------ | ------ | ------ | ------ |
| John Adshead   | Neuseeland | Januar 2005   | April 2006    | 21     | 1      | 3      | 17     | 15     | 47     | −32    | 6      |
| Paul Nevin     | England    | Mai 2006      | November 2006 | 12     | 2      | 1      | 9      | 4      | 26     | −22    | 7      |
| Barry Simmonds | England    | November 2006 | November 2006 | 4      | 0      | 2      | 2      | 3      | 8      | −5     | 2      |
| Ricki Herbert  | Neuseeland | Dezember 2006 | Januar 2007   | 5      | 3      | 1      | 1      | 6      | 5      | 1      | 10     |
| Gesamt         |            | August 2005   | Januar 2007   | 42     | 6      | 7      | 29     | 28     | 86     | -58    | 25     |

## Vereinsrekorde
- Erstes Tor: Joshua Rose (gegen Sydney FC), 2. September 2005
- Höchster Sieg: 3:1 gegen Queensland Roar, 29. Dezember 2006
- Höchste Niederlage: 0:5 gegen Queensland Roar, 15. September 2006
- Zuschauerrekord: 9.827 gegen Sydney FC, 2. September 2005

## Platzierungen
- 2005/06: 8. Platz
- 2006/07: 8. Platz

- Für eine Liste aller Spieler des Vereins siehe hier.